# Tai Pong
Tai Pong (chinesisch 傣绷语, Pinyin Dǎibēngyǔ) ist eine der vier Schriftsprachen der Dai, einer der 55 offiziell anerkannten nationalen Minderheiten der Volksrepublik China.
Als gesprochene Sprachen sind Tai Pong und Tai Nüa fast identisch. Sie werden aber mit deutlich unterschiedlichen Schriften geschrieben und sind in ihrer geschriebenen Form daher nicht gegenseitig verständlich.

## Verbreitung
Tai Pong wird von den Tai Dai („südlichen Tai“), einer Untergruppe der Tai Daikong („Dehong-Tai“), verwendet. Sie leben auf dem Gebiet der traditionellen Gemeinden Müang Khon, Müang Ti und Müang La im Autonomen Bezirk Dehong der Provinz Yunnan im Süden Chinas.

## Schrift
Tai Pong wird, wie die Sprache der Shan jenseits der Grenze im Shan-Staat Myanmars, mit einem modifizierten birmanischen Alphabet geschrieben.